# Tiger Orange
Tiger Orange (tiếng Việt: Hổ cam) là một bộ phim truyền hình Mỹ năm 2014 của đạo diễn Wade Gasque và được viết bởi Mark Strano và diễn viên chính Strano và Frankie Valenti như Chet và Todd, hai anh em đồng tính đang vật lộn để kết nối lại sau cái chết của cha mình.
Chet, nhút nhát và dè dặt, đã sống tương đối gay kín trong thị trấn nhỏ nơi anh em lớn lên, điều hành cửa hàng phần cứng của cha mình và hết sức cẩn thận để không quá cởi mở về tình dục của anh ta trong trật tự xã hội tương đối bảo thủ của thị trấn, Trong khi Todd, thẳng thắn hơn về khả năng tình dục của mình, rời nhà năm 18 tuổi để chuyển đến Los Angeles, nơi anh đã phải vật lộn để xây dựng sự nghiệp như một diễn viên. Mặc dù có sự xung đột về tính cách, tuy nhiên, mỗi người cũng ghen tị với một số khía cạnh của cuộc sống của người khác; Chet ghen tị với việc tự do sống cuộc sống của mình một cách cởi mở, trong khi đó, Todd hối hận vì đã không trải nghiệm cảm giác thuộc về một cộng đồng thân thiết của Chet và cơ hội mà anh phải giữ liên lạc chặt chẽ với cha của họ. Căng thẳng giữa họ lên đến đỉnh điểm khi Brandon (Gregory Marcel), người yêu thời trung học của Chet, cũng trở về nhà để chăm sóc người mẹ ốm yếu của mình; Chet tiếp tục đấu tranh với tình cảm của mình dành cho Brandon, trong khi Todd chủ động theo đuổi anh ta.
Bộ phim được công chiếu vào ngày 18 tháng 7 năm 2014 tại Outfest. Strano đã giành giải thưởng của liên hoan phim dành cho Nam diễn viên xuất sắc nhất trong Phim truyện. Diễn xuất của Valenti cũng thu hút được sự khen ngợi từ các nhà phê bình, với nhiều người kêu gọi sự chú ý đến mức độ bất ngờ của một diễn viên trước đây được biết đến chủ yếu với khiêu dâm.
Trong một bài đăng năm 2015 cho blog Indiewire /Bent trên phim LGBT, Gasque đã mô tả bộ phim được lấy cảm hứng từ "cuộc chiến tinh tế giữa cộng đồng LGBT giữa mong muốn nổi bật và mong muốn của chúng tôi cần phải phù hợp với."
Bộ phim đã được Wolfe Video chọn để phân phối trên DVD, video theo yêu cầu và các nền tảng truyền thông kỹ thuật số vào tháng 1 năm 2015. Nó đã được phát hành cho các nền tảng vào tháng 7 năm 2015.